# Englische Frauen-Cricket-Nationalmannschaft in Sri Lanka in der Saison 2016/17
Die Tour der englischen Cricket-Nationalmannschaft nach Sri Lanka in der Saison 2016/17 fand vom 9. bis zum 18. November 2016 statt. Die internationale Cricket-Tour war Bestandteil der Internationalen Cricket-Saison 2016/17 und vier WODIs. England gewann die Serie 4–0.

## Vorgeschichte
England bestritt zuvor eine Tour in den West Indies, für Sri lanka war es die erste Tour der Saison. Das letzte Aufeinandertreffen der beiden Mannschaften bei einer Tour fand in der Saison 2010/11 in Sri Lanka statt.

## Stadien
Die folgenden Stadien wurden für die Tour als Austragungsort vorgesehen.
| Stadion                            | Stadt   | Kapazität | Spiele       |
| ---------------------------------- | ------- | --------- | ------------ |
| R. Premadasa Stadium (RPS)         | Colombo | 35.000    | 2. – 4. WODI |
| Sinhalese Sports Club Ground (SSC) | Colombo | 10.000    | 1. WODI      |

## Kaderlisten
England benannte seinen Kader am 28. Oktober 2016.
| WODI | WODI |
| Sri Lanka | England |
| --- | --- |
| - Inoka Ranaweera (K) - Prasadani Weerakkody (VK) - Nilakshi de Silva - Nipuni Hansika - Chamari Athapaththu - Ama Kanchana - Hansima Karunaratne - Achini Kulasuriya - Sugandika Kumari - Chamari Polgampola - Hasini Perera - Oshadi Ranasinghe - Dilani Manodara - Sripali Weerakkody - Inoshi Priyadharshani - Lasanthi Madushani - Anushka Sanjeewani - Malsha Shehani | - Heather Knight (K) - Danielle Hazell (VK) - Tammy Beaumont - Katherine Brunt - Georgia Elwiss - Jenny Gunn - Alex Hartley - Amy Jones - Beth Langston - Laura Marsh - Natalie Sciver - Lauren Winfield - Fran Wilson - Danni Wyatt |

## Women’s One-Day Internationals

### Erstes WODI in Colombo
| 9. November Scorecard | Colombo (SSC) | Sri Lanka 168-7 (50)          | – | England 171-2 (29.3) |
|                       |               | England gewinnt mit 8 Wickets |   |                      |

Sri Lanka gewann den Münzwurf und entschied sich als Schlagmannschaft zu beginnen.

### Zweites WODI in Colombo
| 12. November Scorecard | Colombo (RPS) | England 168-7 (50)            | – | Sri Lanka 171-2 (29.3) |
|                        |               | England gewinnt mit 8 Wickets |   |                        |

Sri Lanka gewann den Münzwurf und entschied sich als Feldmannschaft zu beginnen.

### Drittes WODI in Colombo
| 15. November Scorecard | Colombo (RPS) | Sri Lanka 161 (49.4)          | – | England 162-5 (29.3) |
|                        |               | England gewinnt mit 5 Wickets |   |                      |

Sri Lanka gewann den Münzwurf und entschied sich als Schlagmannschaft zu beginnen.

### Viertes WODI in Colombo
| 17./18. November Scorecard | Colombo (RPS) | England 240-9 (50)           | – | Sri Lanka 78 (33.1) |
|                            |               | England gewinnt mit 162 Runs |   |                     |

England gewann den Münzwurf und entschied sich als Schlagmannschaft zu beginnen. Nachdem England sein Innings beendet hatte, musste das Spiel auf Grund von Regenfällen am Folgetag fortgesetzt werden.